# Gutenfürst (stacja kolejowa)
Gutenfürst (niem: Bahnhof Gutenfürst) – stacja kolejowa w Burgstein, w kraju związkowym Saksonia, w Niemczech. Stacja znajduje się na linii kolejowej Lipsk – Hof i została otwarta w 1848 roku, ale zdobyła większe znaczenie dopiero po II wojnie światowej. Gutenfürst było w latach 1945-1990 stacją graniczą między amerykańską i radziecką strefą okupacyjną lub między RFN i NRD. Dzisiaj obsługuje tylko lokalne pociągi.
Według klasyfikacji Deutsche Bahn posiada kategorię 7.

## Linie kolejowe
- Lipsk – Hof